# 3·1 민주구국선언
3·1 민주구국선언(三一民主救國宣言)은 1976년 3월 1일 명동성당에서 윤보선, 김대중, 문익환, 김승훈, 함석헌, 함세웅, 안병무 등 각계 지도층 인사들이 발표한 선언이다. 이 선언이 발표된 사건을 3·1 민주구국선언 사건(三一民主救國宣言事件), 또는 명동사건(明洞事件)이라고 한다. 선언문의 내용은 긴급조치 철폐, 민주인사 석방, 언론·출판·집회 등의 자유, 의회정치 회복,대통령직선제 요구 사법권의 독립 등과 박정희 정권 퇴진을 요구하는 선언문을 발표하였다.